# Campos Gerais do Paraná (fitogeografia)

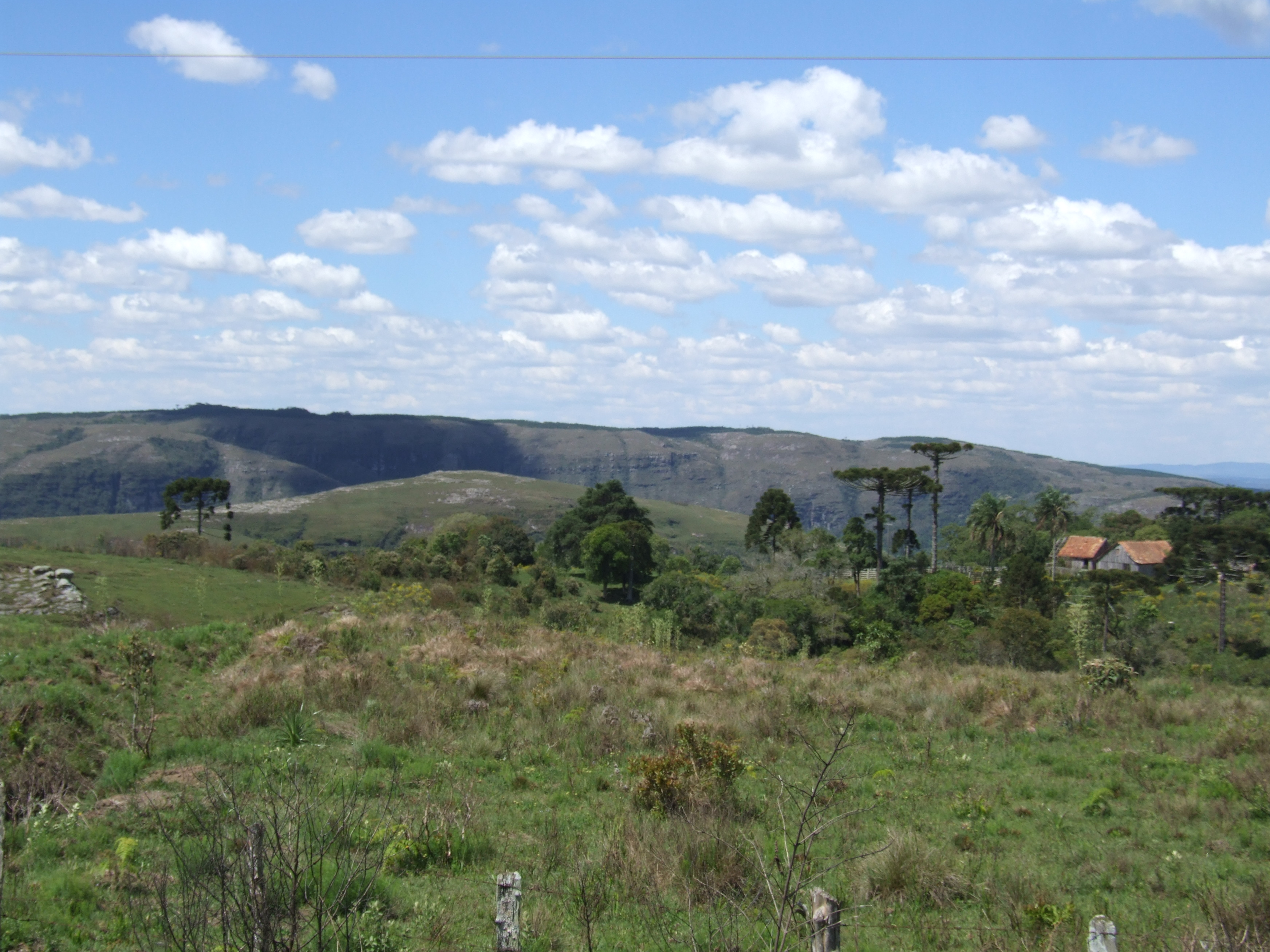
Paisagem dos Campos Gerais no município de Tibagi.

Os Campos Gerais do Paraná constituem uma região fitogeográfica caracterizada principalmente pela formação de campos e cerrados. Está situada no sul do Brasil a oeste da Escarpa Devoniana do Estado do Paraná denominada “segundo planalto”, que invade ao norte o Estado de São Paulo e ao sul o Estado de Santa Catarina. A região dos Campos Gerais do Paraná foi denominada o "paraíso terrestre do Brasil" pelo naturalista francês Auguste de Saint-Hilaire em virtude de suas paisagens naturais. Essa região é também conhecida como área de influência de Ponta Grossa.
A região forma uma paisagem natural muito peculiar, que inclui rochas, formas de relevo, solos, e uma rica biodiversidade, pelos diferentes conjuntos de vegetação e animais. Segundo o geólogo Gilson Burigo (2017), o contraste de tipos de rochas e estruturas geológicas na Escarpa Devoniana contribuiu para o surgimento desta paisagem. O geólogo ainda explica que os solos rasos e arenosos na faixa adjacente a este degrau, distribuídos na região aplainada e elevada que se apresenta ao se subir para o Segundo Planalto, levaram ao desenvolvimento de largas extensões cobertas por vegetação de pequeno porte (campos), intercalados com manchas de cerrado e matas com araucárias.

## Terminologia

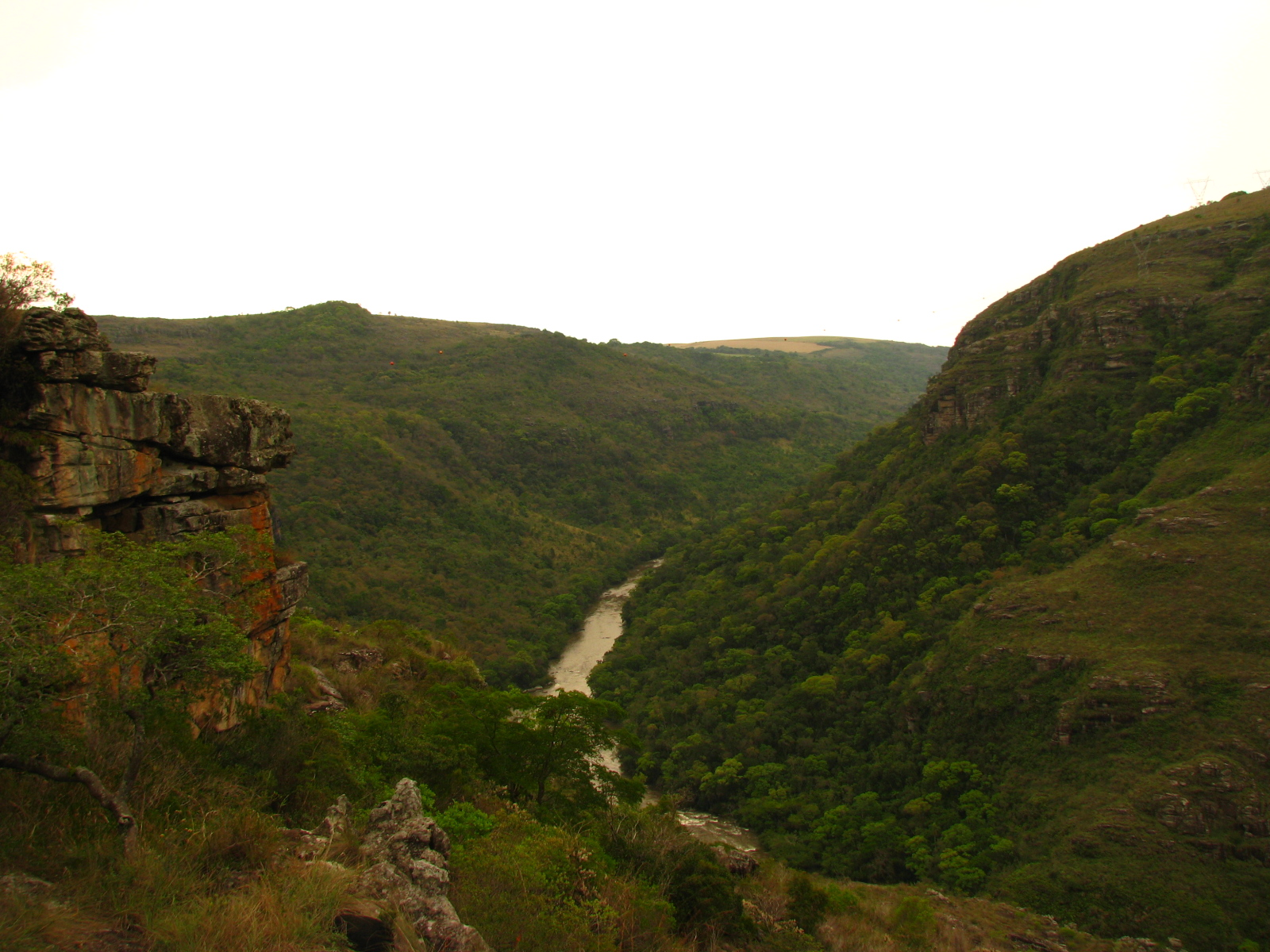
Cânion Guartelá e rio Iapó, no Parque Estadual do Guartelá.

O termo "campos gerais", usado como unidade de vegetação ou de paisagem, pode ser assumir significados distintos, a depender do autor. Segundo Martius (1824), o termo era aplicado pelos habitantes do interior do Brasil a toda região de campos (em sentido amplo, incluindo savanas), isto é, todas as regiões destituídas de florestas.
Ainda num sentido amplo, o termo pode ser aplicado aos campos limpos e mais elevados de Minas Gerais, Bahia e de quase todo o interior do Brasil. Neste sentido, Rizzini (1997) usou o termo para certos campos limpos do Brasil Central, presentes em Abaeté (MG).
Num sentido mais restrito, Gonzaga de Campos (1912), aplicou o termo "campos gerais" para os campos sub-arbustivos que ficam ao sul do trópico de Capricórnio, da parte meridional de São Paulo até a parte setentrional do Rio Grande do Sul.
Por sua vez, Maack (1947, 1948) definiu a região dos Campos Gerais como uma unidade fitogeográfica compreendendo os campos limpos e campos cerrados naturais situados sobre o Segundo Planalto Paranaense.
De modo similar, Aroldo de Azevedo (1949) conceituou o "Planalto dos Campos-Gerais" (ou "Segundo Planalto paranaense") como a denominação local da Depressão Periférica do Planalto Meridional. Segundo o mesmo autor, o "Planalto de Guarapuava" (ou "Terceiro Planalto paranaense") é parte do Planalto Arenítico-Basáltico, também uma subunidade do Planalto Meridional.
Enfim, Dantas et al. (2008) chamaram de "Planalto dos Campos Gerais" uma região mais elevada do Planalto Meridional, abrangendo o sudeste de Santa Catarina e a serra Gaúcha no nordeste do Rio Grande do Sul – a qual corresponde, na terminologia de Azevedo (1949), ao "Planalto do Alto Uruguai (ou das Missões)".

## Ocorrência

Mapa de vegetação do Paraná (os campos gerais podem ser observados em cor amarelo-escura entre as bacias hidrográficas do Itararé, Cinzas, Alto Tibagi e Alto Iguaçu).

A Região dos Campos Gerais está localizada na porção centro-leste do estado do Paraná, abrangendo parte do Segundo Planalto Paranaense. São vários os municípios que essa vegetação pode ser encontrada, como: Arapoti, Balsa Nova, Campo Largo, Carambeí, Castro, Imbaú, Imbituva, Ipiranga, Ivaí, Jaguariaíva, Ortigueira, Palmeira, Piraí do Sul, Ponta Grossa, Porto Amazonas, Sengés, Teixeira Soares, Telêmaco Borba, Tibagi e Ventania.
Historicamente os campos gerais eram subdivididos em áreas menores, como as denominações de Campos de Jaguariaíva, Campos do Piraí, Campos de Tibagi, Campos de Ponta Grossa, Campos de Palmeira, Campos da Lapa. Essas porções geográficas menores remetiam a ideia da fisionomia dos lugares, contudo não deixavam de fazer parte dos Campos Gerais. Já os Campos de Castro e os Campos de Curitiba (primeiro planalto), e, os Campos de Palmas, os Campos de Guarapuava e os Campos Mourão (terceiro planalto), eram (e ainda são) desconsiderados como parte da ampla região dos Campos Gerais.

## Flora

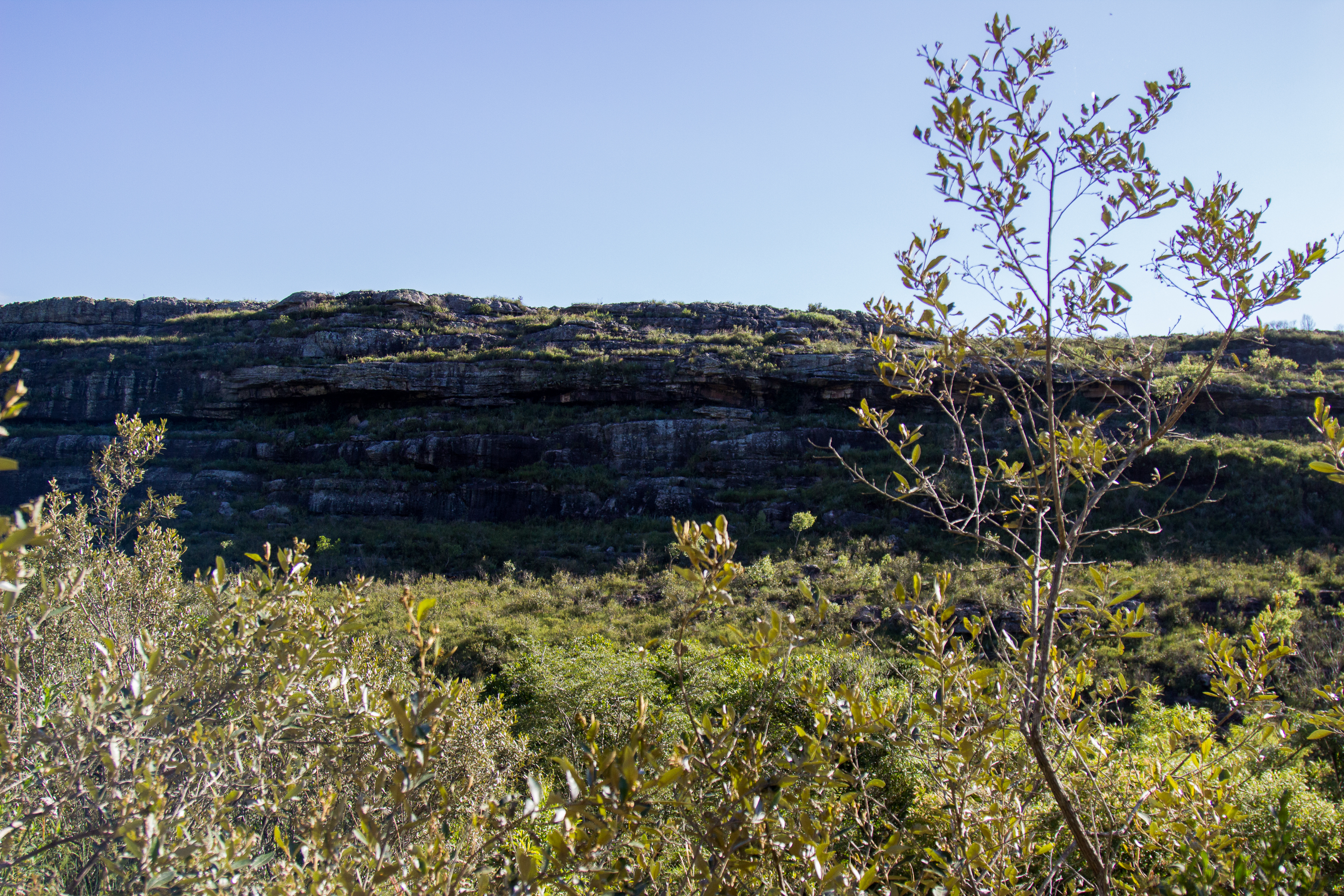
Área de vegetação típica no Parque Nacional dos Campos Gerais.

Segundo Carmo (2006), os campos gerais paranaenses apresentam uma flora de transição entre os campos do Brasil Central e os do Sul. A vegetação predominante da região dos Campos Gerais do Paraná pertence oficialmente aos biomas Cerrado e Mata Atlântica, sendo caracterizada por seus campos limpos permeados de matas de galeria e capões esparsos de floresta ombrófila mista onde ocorre a espécie Araucaria angustifolia, árvore símbolo do Paraná.
No aspecto evolutivo, conforme os estudos de Maack (2002), os campos são considerados áreas remanescentes de um clima pleistocênico, com características semi-áridas, constituindo a vegetação mais antiga do Paraná. O conjunto de campos nativos remanescentes são facilmente encontrados nos cursos dos rios Quebra-Perna, Tibagi e dos Papagaios, com altitudes variando entre 900 e 1000 metros, além das expressivas áreas nos vales dos rios Iapó, Fortaleza e São Jorge.
Os campos são constituídos por formas biológicas diversas, tendo como característica predominante uma vegetação herbácea e subarbustiva, composta por hemicriptófitas (erva com órgãos de crescimento protegidos ao nível do solo), geófitas (erva com órgãos de crescimento protegidos no subsolo), terófitas (ervas anuais) e nanofanerófitas (plantas lenhosas anãs com órgãos de crescimento acima do solo). Apresentam adaptações xeromorfas, com caules subterrâneos resistentes às queimadas e as geadas, com folhas carnosas ou coriáceas, ou ainda ausentes, podendo apresentar também espinhos. Embora a maioria das plantas apresentem um xeromorfismo, há ainda áreas pantanosas em declives e depressões, pobre em nutrientes, com espécies adaptadas a saturação hídrica.
Em relação ao cerrado paranaense dos Campos Gerais (limite austral de ocorrência), possui grande afinidade com as formações savânicas de São Paulo, apresentando-se com árvores baixas, de troncos e ramos retorcidos, cascas espessas e folhas grossas. Os remanescentes mostraram similaridade florística com áreas core do Bioma Cerrado e podem ser consideradas áreas marginais da amplitude geográfica de muitos táxons, compartilhando espécies típicas, características do Sul. Portanto, estas áreas campestres seriam melhor classificadas como savanas do que como estepes.
A vegetação deste bioma pode apresentar-se como um mosaico, não sendo uniforme e não tendo uma única fisionomia, podendo ser classificada como: campestre (campo limpo de cerrado), savânico (campo sujo de cerrado, campo cerrado e cerrado sensu stricto) e o florestal (cerradão). O vale do rio das Cinzas, apresenta a área mais significativa de campos cerrados, com cerca de 1740 Km², estando ali também formações campestres homogêneas fisionomicamente, entre solos pobres e afloramentos rochosos, associadas aos capões de floresta com araucária e florestas ripárias.
De acordo com Ritter et al. (2012), a vegetação de cerrado nos Campos Gerais ocupa em torno 27,8045 Km² e está em quase sua totalidade distribuída dentro dos limites da APA da Escarpa Devoniana, sendo 32% de cerrado denso (cerradão), 57% de cerrado típico (stricto sensu), 3% de cerrado rupestre, 4% de campo sujo com fácies de cerrado e 4 % de campo sujo.

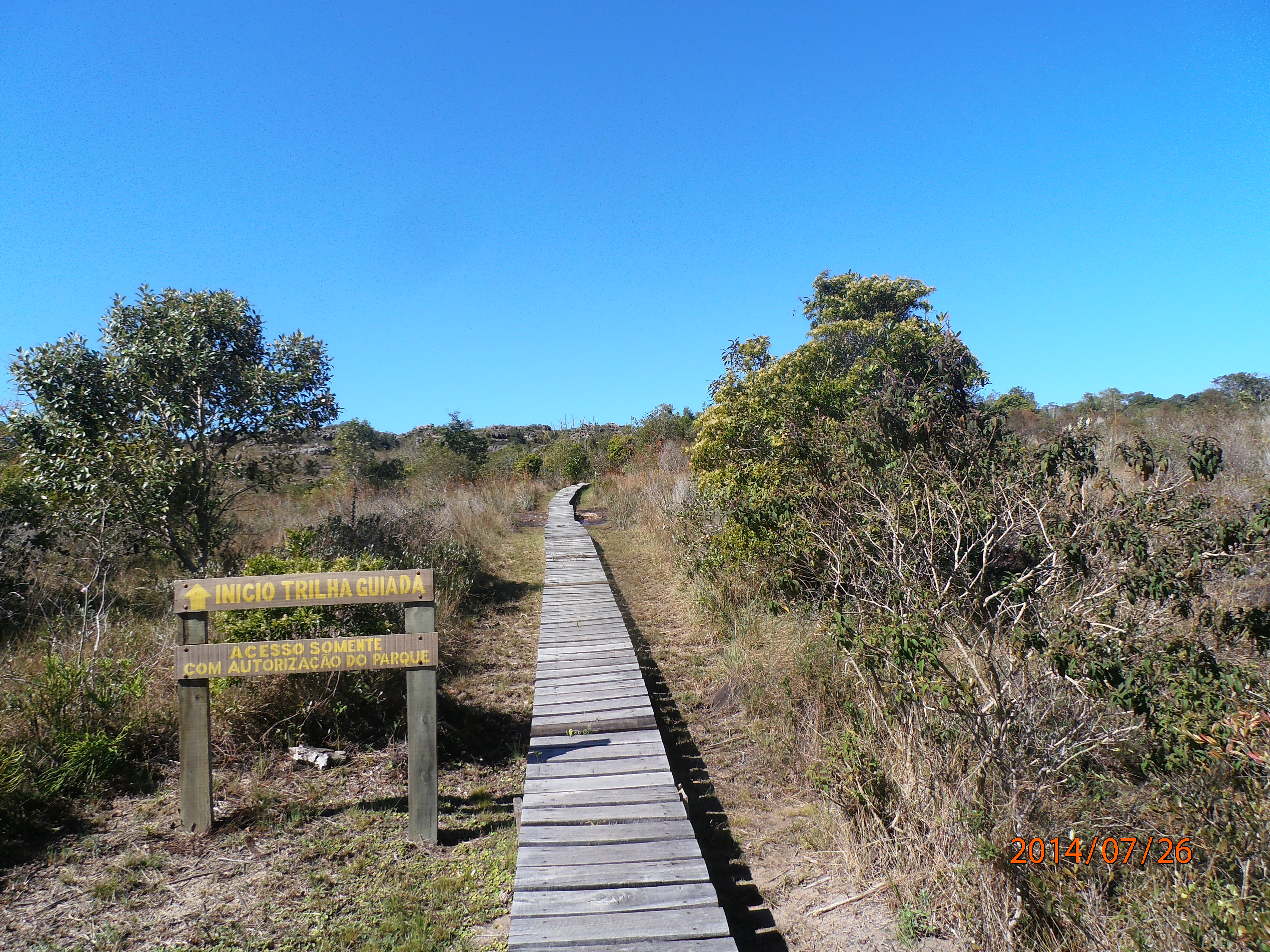
vegetação de campo cerrado, no Parque Estadual do Guartelá, em Tibagi.

Nas áreas de campos cerrados já foram registados, pelo menos, 1782 táxons, com 659 espécies arbustivo/arbóreas, 92 lianas e 1031 herbáceas, dentre as quais pelo menos seis espécies consideradas raras e ameaçadas em algum grau (Hatschbach & Ziller 1995): na categoria "rara": Cayaponia espelina (Silva Manso) Cogn. (Curcubitaceae) e Byrsonima coccolobifolia Kunth (Malpighiaceae), na categoria "vulnerável": Caryocar brasiliense Camb. (Caryocaraceae) e Mimosa lanata Benth. (Fabaceae) e na categoria "em perigo de extinção", Diospyros hispida DC (Ebenaceae) e Pradosia brevipes Pierre (T.D.Penn) (Sapotaceae). Asteraceae é a família com maior riqueza de espécies (256), seguida por Fabaceae (207), Poaceae (183), Myrtaceae (72) e Melastomataceae (54).
Hatschbach et al. (2005) listam mais de 1300 espécies para o Paraná, enquanto von Lisingen et al. (2006) apontam 458 espécies apenas para o Parque Estadual do Cerrado. Miotto e Waechter (2003) apontam os campos paranaenses como limite austral de espécies tropicais. Waechter et al. (2003), levando em consideração Poaceae e Fabaceae, reforçam a ideia da província campestre paranaense em oposição à pampeana, em um claro gradiente latitudinal de influência decrescente das espécies tropicais na composição florística estépica.
As áreas de cerrado em Ponta Grossa, de fitofisionomia de campo sujo com fácies de cerrado ou cerrado rupestre, compartilham espécies com as formações savânicas do norte da região dos Campos Gerais, sendo elas: Annona coriacea Mart., Copaifera langsdorfii Desf., Caryocar brasiliense Camb., Plenckia populnea, Acosmium subelegans (Mohlenbr) Yakovlev, Casearia sylvestris Sw., Ocotea pulchella Mart., Lafoensia pacari A.St.-Hill., Byrsonima intermedia Juss., Roupala montana Aubl. e Machaerium acutifolium Vogel.
Cervi et al. (2007), compara os campos gerais e a vegetação do Bioma Cerrado (Mendonça et al. 1998) e verifica que há, pelo menos, cerca de 40% de espécies compartilhadas. Quando referente as gramíneas, são cerca de 63% as espécies semelhantes entre essas áreas. Para o autor, o caráter savânico das áreas abertas destas regiões pertencem efetivamente ao domínio do Bioma Cerrado e, portanto, as formações campestres da região dos Campos Gerais deveriam ser mais corretamente denominadas como "savana gramíneo lenhosa", contrariamente ao IBGE (Veloso et al. 1991), que as classificam como "estepe gramíneo lenhosa". O mapa de Biomas do IBGE (2004) corrige até certo ponto esta distorção ao expandir o Bioma Cerrado até a porção norte dos Campos Gerais, porém os dados desta análise corroboram a proposição de Cervi et al. (2007) na ampliação dos limites de ocorrência de savana.

## Fauna
A fauna da região dos Campos Gerais do Paraná é composta por diversas espécies de peixes, espécies de aves como a curicaca, o pica-pau-do-campo e a seriema e por mamíferos terrestres como o graxaim-do-campo, o tamanduá-bandeira, o veado-campeiro e o lobo-guará.

## Conservação

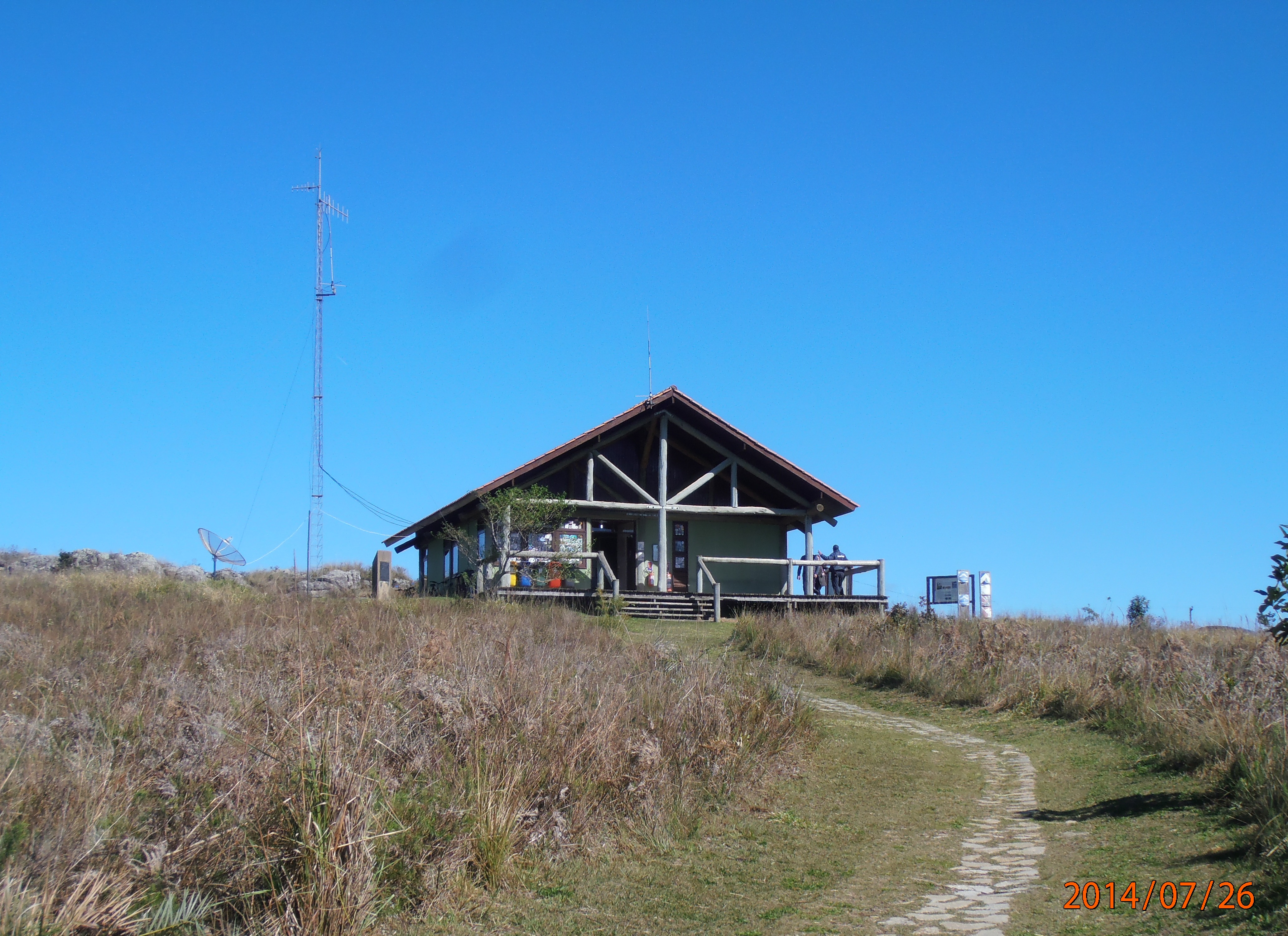
Centro de recepção de visitantes no Parque Estadual do Guartelá em 2014.

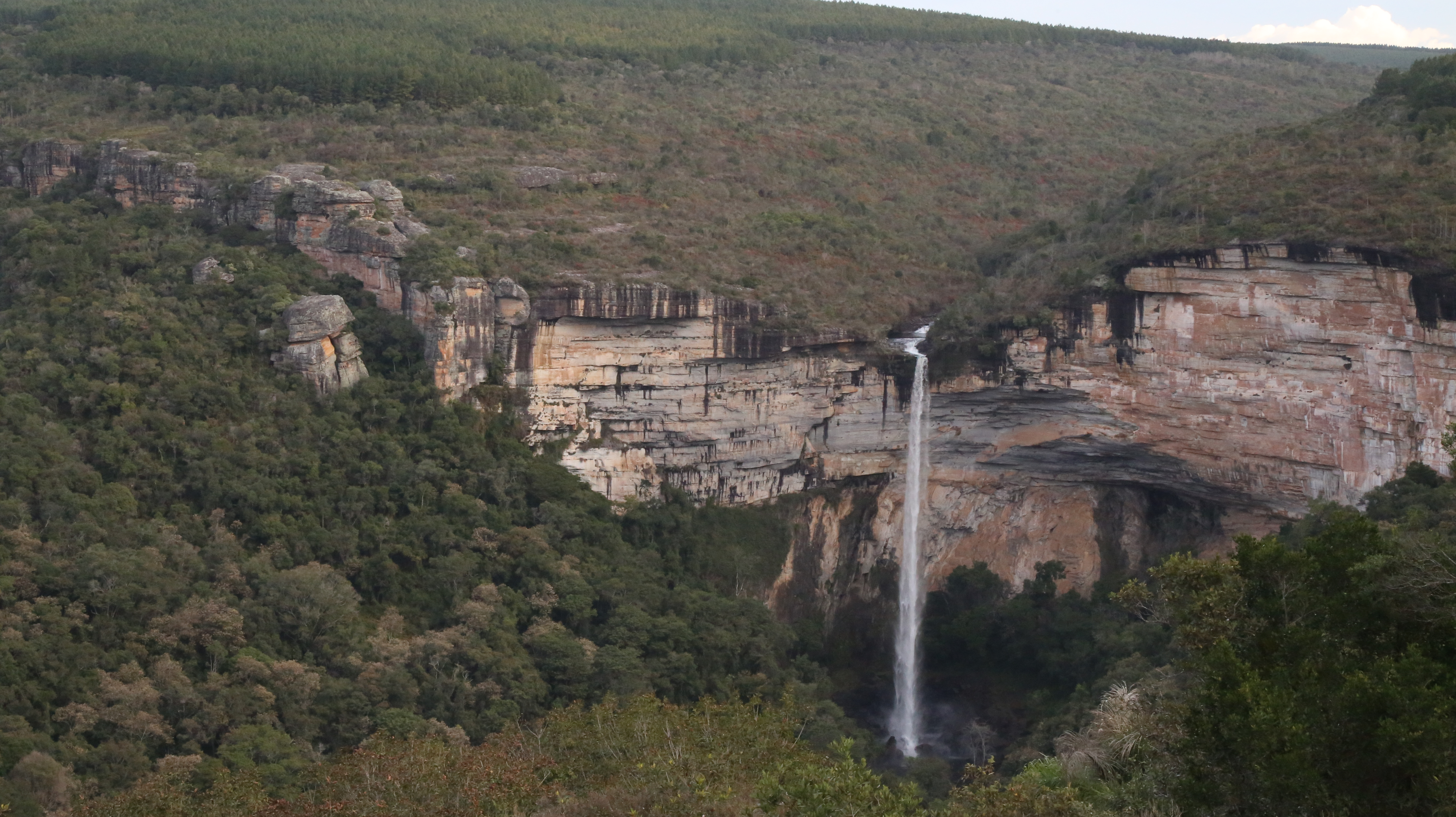
Imagem da RPPN Vale do Corisco, em Sengés.

A APA da Escarpa Devoniana é a maior Unidade de Conservação (UC) do Estado do Paraná e é uma das que mais protege os campos gerais do Paraná. Há ainda UCs de uso mais restritivo, sendo Reservas Particulares do Patrimônio Natural (RPPN) e unidades de proteção integral.
As RPPNs onde os campos são conservados: RPPN Botuquara (Palmeira); RPPN Caminho das Tropas (Palmeira); RPPN Fazenda do Tigre Parte I (Arapoti); RPPN Fazenda do Tigre Parte II (Arapoti); RPPN Fazenda Mocambo (Tibagi); RPPN Fazenda Monte Alegre (Telêmaco Borba); RPPN Fazenda Nova Esperança (Arapoti); RPPN Fazenda Paiquerê (Ponta Grossa); RPPN Invernada do Cerradinho (Arapoti); RPPN Ita-Y-Tyba (Tibagi); RPPN Rancho Sonho Meu – Parte I (Tibagi); RPPN Rancho Sonho Meu – Parte II (Tibagi); RPPN Tarumã (Ponta Grossa); RPPN Vale do Corisco (Sengés).
As unidades de proteção integral onde os campos são protegidos: Parque Estadual de Vila Velha; Parque Estadual do Cerrado; Parque Estadual do Guartelá; Parque Estadual do Monge; Parque Estadual do Vale do Codó; Parque Nacional dos Campos Gerais.

## Galeria

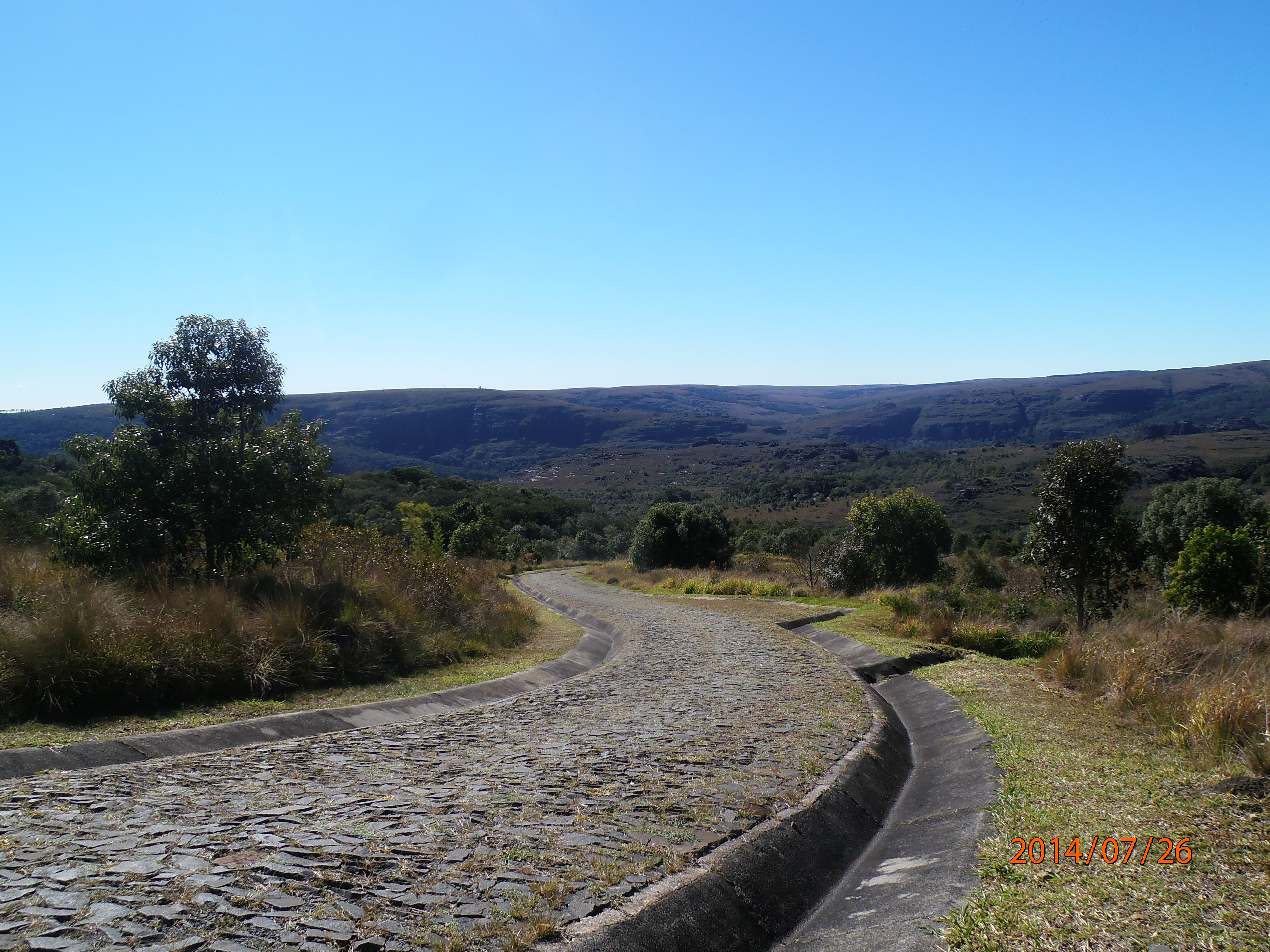
Estrada-parque entre os campos gerais, em Tibagi.
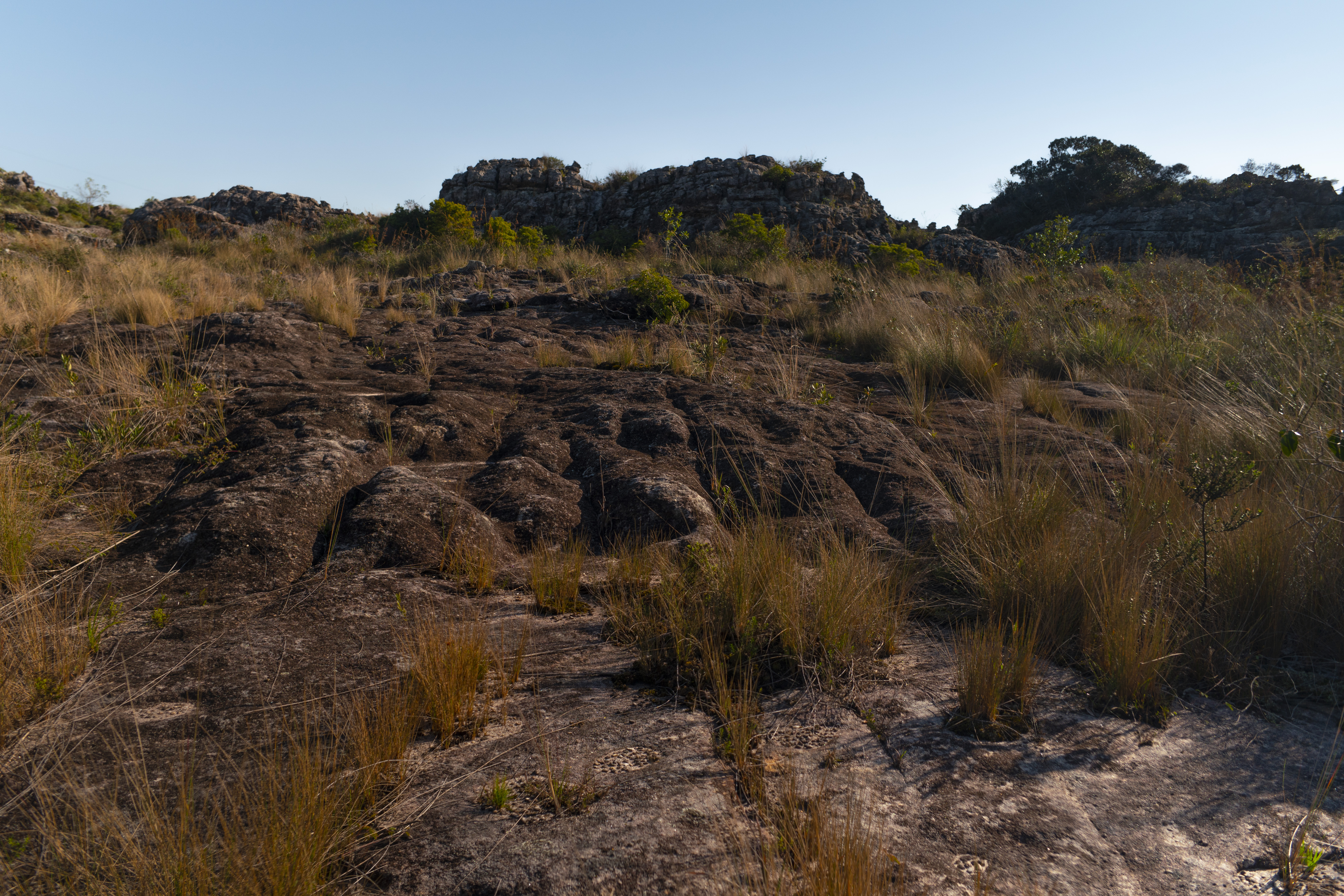
Afloramentos rochosos com fragmentos de campos nativos típicos em Tibagi.
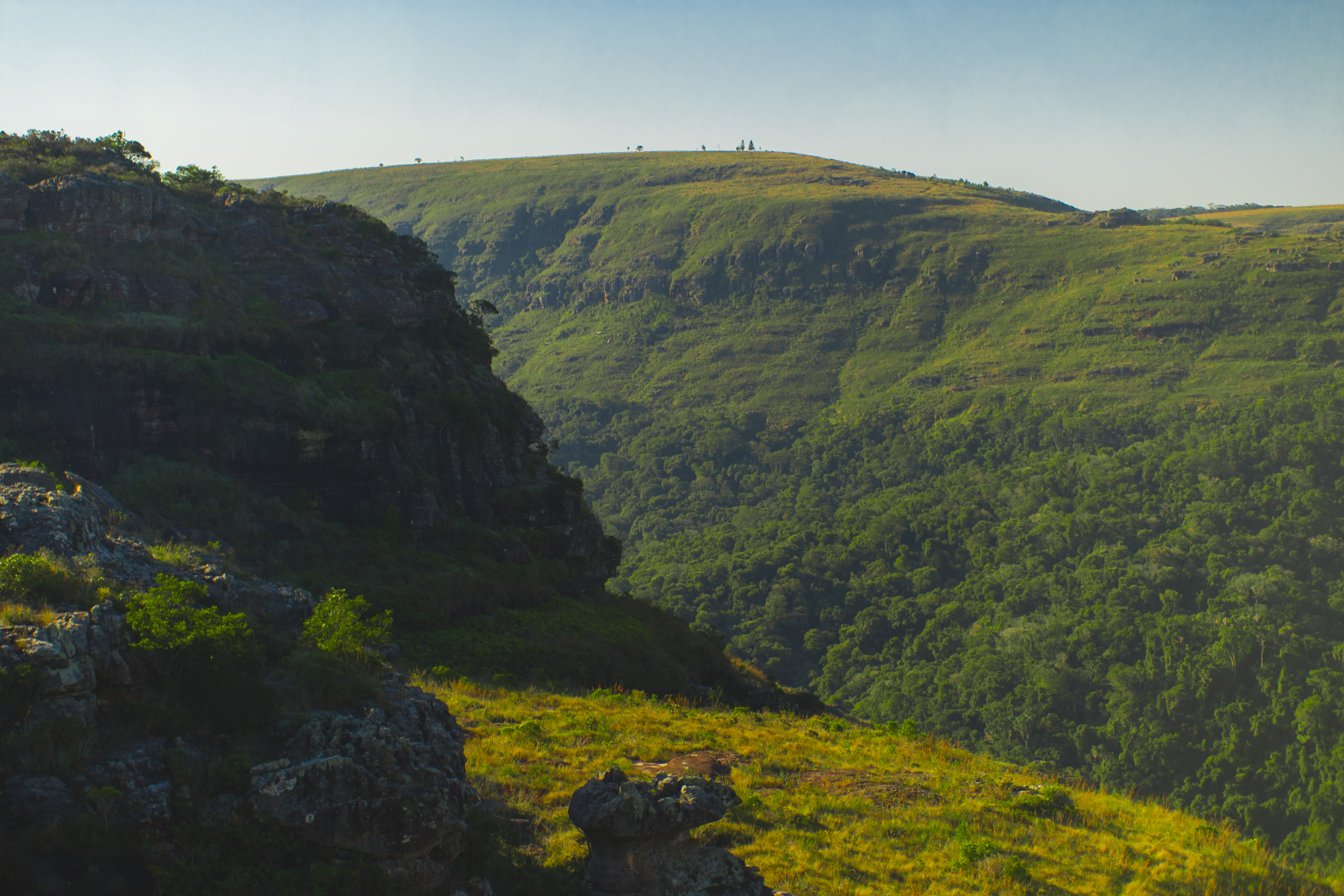
Planalto dos campos gerais na localidade Guartelá.
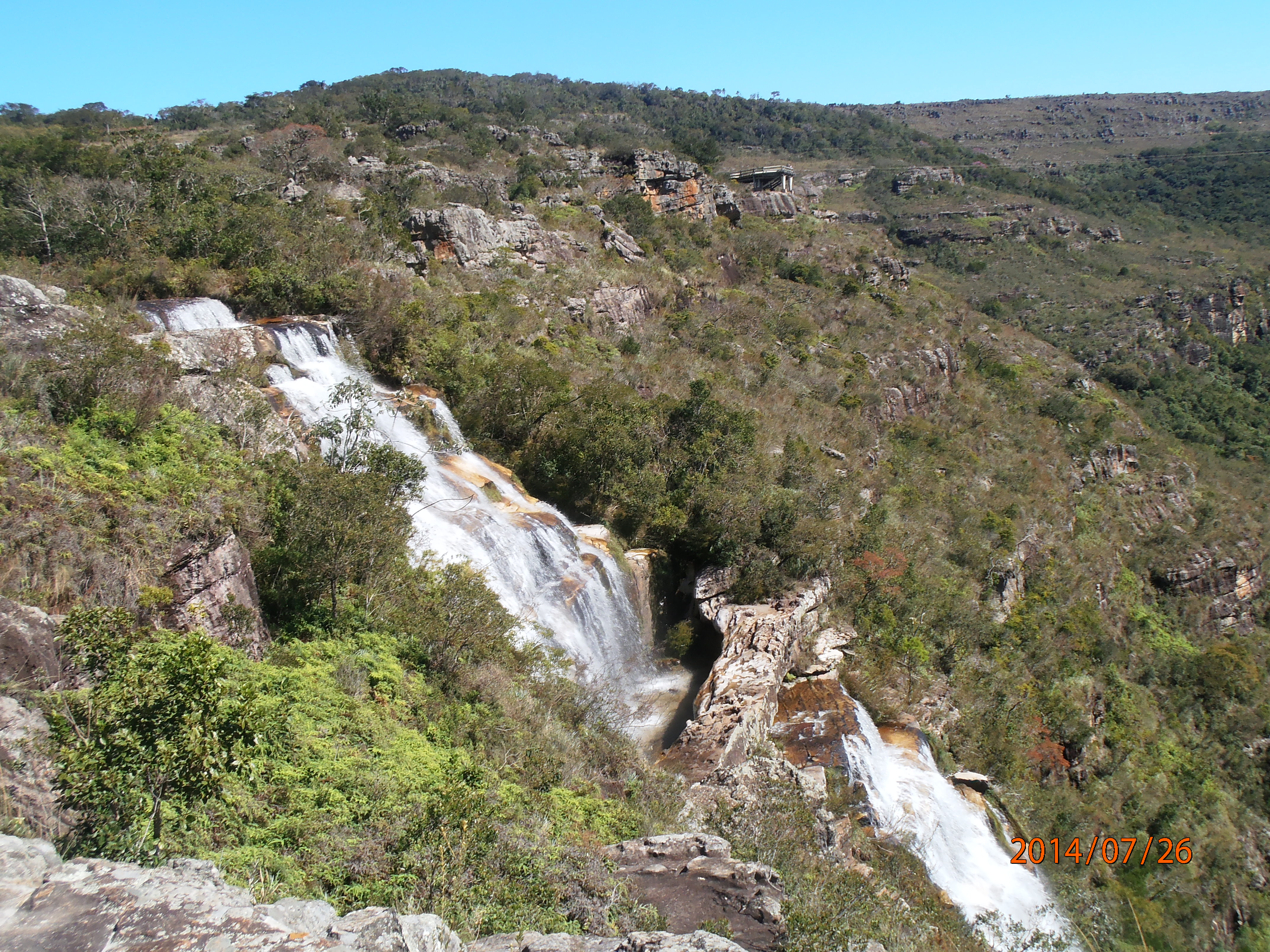
Vista das formações rochosas e vegetacionais no município de Tibagi.
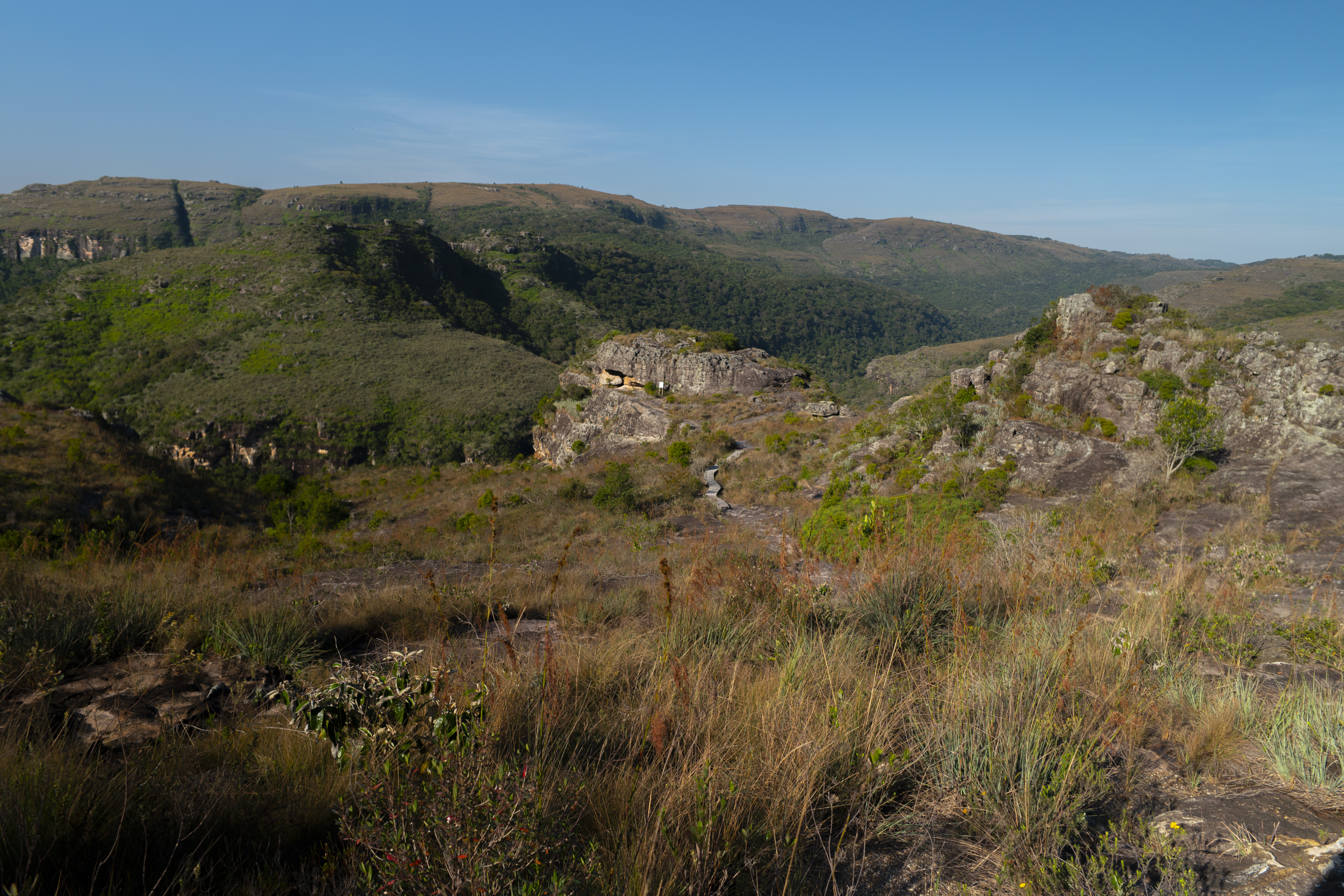
Campos gerais em Tibagi.
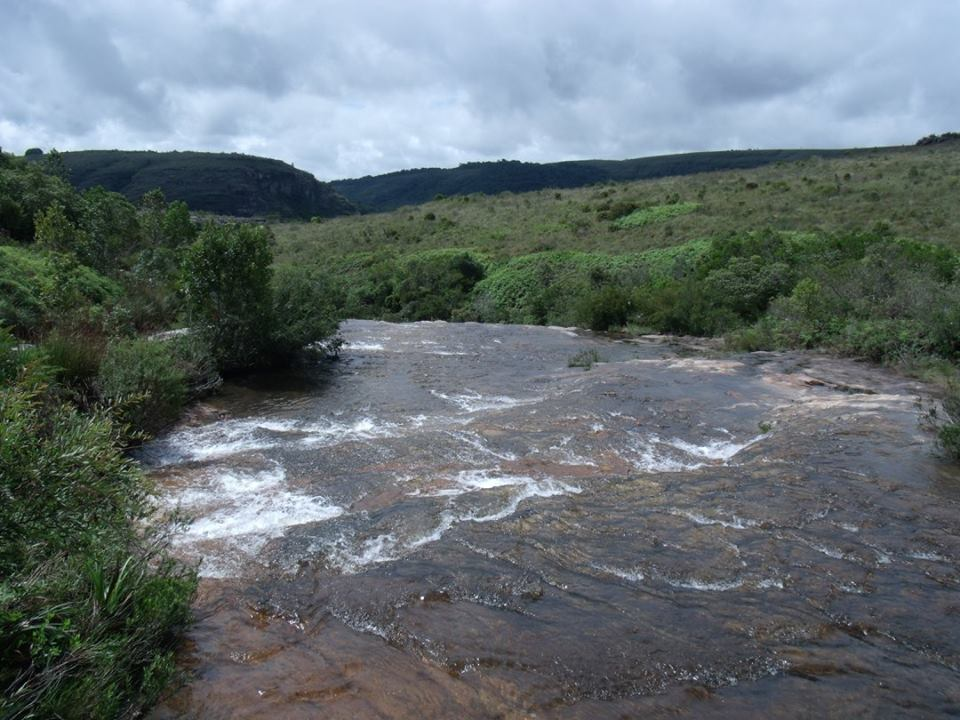
Área de manancial entre os campos gerais em Tibagi.
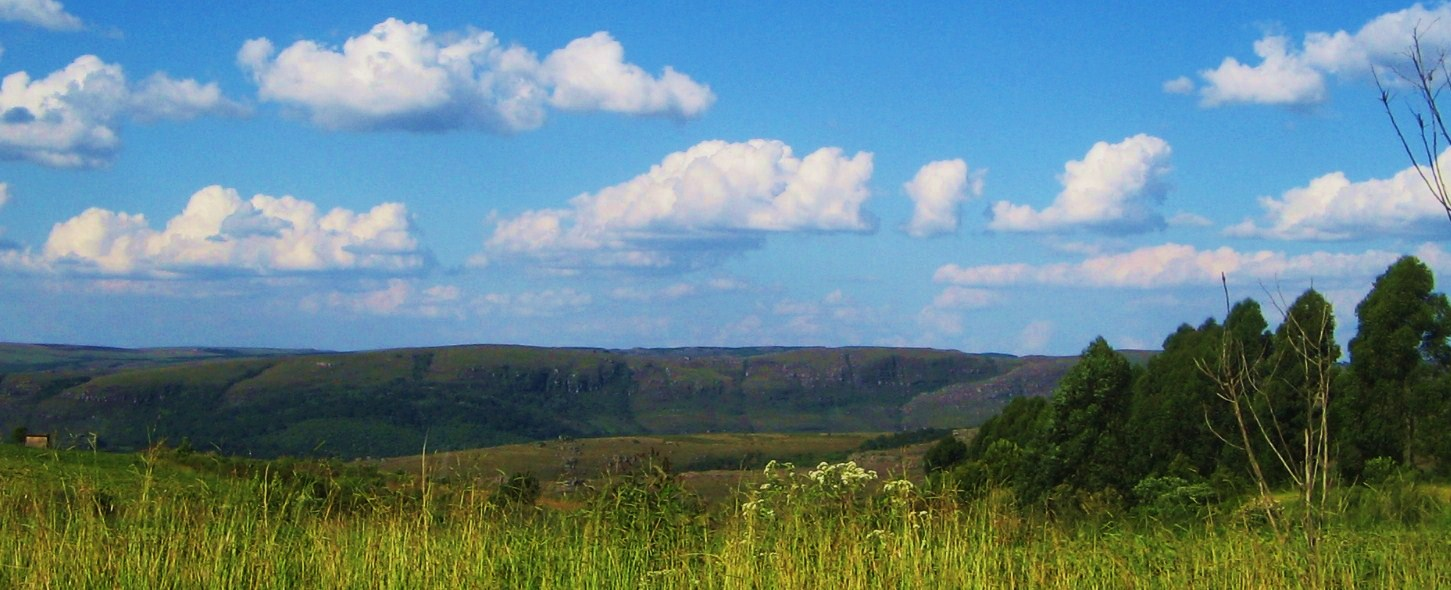
Paisagem típica na localidade Guartelá.